# Gitschen
Gitschen är en bergstopp i Schweiz.   Den ligger i kantonen Uri, i den centrala delen av landet, 90 km öster om huvudstaden Bern. Toppen på Gitschen är 2 513 meter över havet, eller 65 meter över den omgivande terrängen. Bredden vid basen är 0,20 km.
Terrängen runt Gitschen är huvudsakligen mycket bergig. Närmaste större samhälle är Altdorf, 5,3 km öster om Gitschen. 
I omgivningarna runt Gitschen växer i huvudsak blandskog. Runt Gitschen är det ganska tätbefolkat, med 230 invånare per kvadratkilometer.